# Sepia zanzibarica
Sepia zanzibarica е вид главоного от семейство Sepiidae.

## Разпространение и местообитание
Видът е разпространен в Джибути, Йемен (Северен Йемен, Сокотра и Южен Йемен), Кения, Коморски острови, Мавриций, Мадагаскар, Мозамбик, Сейшели (Алдабра), Сомалия, Танзания и Южна Африка (Източен Кейп и Квазулу-Натал).
Обитава крайбрежията на океани и заливи.